# Топелець
Топе́лець (пол. utopiec) — персонаж слов'янської міфології, водяний біс, що затягує людей під воду й топить. Часто ототожнюється з водяником, однак на відміну від нього, топелець це «ожилий» утопленик, а не втілення стихії.
Топельці мають вигляд високих, дуже худорлявих людей зі слизькою зеленою шкірою, великою головою і темним волоссям.
За народними повір'ями, мешкають топельці, як і водяники, у будь-яких водоймах, інколи навіть у канавах і колодязях, виходять на берег на Новик. У деяких регіонах на них покладали відповідальність за затоплення полів та лугів, розлив річок. За переказами, інколи вони не одразу топлять людину, а грають з нею у загадки на життя жертви.